# Araules
Araules är en kommun i departementet Haute-Loire i regionen Auvergne-Rhône-Alpes i centrala Frankrike. Kommunen ligger i kantonen Yssingeaux som tillhör arrondissementet Yssingeaux. År 2022 hade Araules 615 invånare.

## Befolkningsutveckling
Antalet invånare i kommunen Araules
| Referens: INSEE |